# Pithecia vanzolinii
Pithecia vanzolinii är en primat i släktet plymsvansapor som förekommer i Brasilien. Populationen listades tidigare som underart eller synonym till Pithecia irrorata och sedan 2015 godkänns den som art.
Ovansidan är hos båda kön täckt av svart päls med några vita eller krämfärgade hår inblandade vad som ger ett prickigt utseende. Däremot är pälsen på extremiteterna ljusbrun till blond. Honornas päls på bålen är inte lika tjock som hos hannarna och den bildar inga vågor. Ansiktet är nästan helt naket och den breda nosen begränsas av vita linjer som är bredare hos honor. Svansen har samma färg som ryggen. En hanne (holotyp) som blev uppmätt vid artens upptäckt var med svans 93,5 cm lång och svanslängden var 42 cm. En hona som undersöktes samtidig var 74 cm lång (med svans) och hade en 46,5 cm lång svans. Bakfotens längd är 12 cm.
Denna plymsvansapa förekommer i västra Brasilien i närheten av floden Rio Juruá i delstaterna Amazonas och Acre.
Det är bara några enstaka fynd dokumenterade. IUCN listar arten med kunskapsbrist (DD).